# UNMIL
De United Nations Mission in Liberia (UNMIL), of VN-missie in Liberia in het Nederlands, was een vredesoperatie van de Verenigde Naties die sinds september 2003 actief was in het Afrikaanse land Liberia, dat sinds 1989 twee keer getroffen werd door een burgeroorlog. De vredesmacht werd op 19 september 2003 opgericht door resolutie 1509 van de Veiligheidsraad van de Verenigde Naties.

## Achtergrond
De Eerste Liberiaanse Burgeroorlog brak uit onder het dictatoriale bewind van president Samuel Doe, die in 1980 een staatsgreep had gepleegd en vele politieke tegenstanders na de buurlanden Guinee en Ivoorkust had gedreven. Onder leiding van Charles Taylor mobiliseerden de opstandelingen zich in 1989, en bezetten het noorden van Liberia; spoedig daarna nam een andere rebellengroepering in het zuiden de macht over. De Economische Gemeenschap van West-Afrikaanse Staten stuurde vredestroepen naar het land, maar desondanks vielen er bijna 200.000 slachtoffers. Uiteindelijk werd in 1993 tot een staakt-het-vuren besloten, maar door gebakkelei tussen de verschillende politieke partijen vonden de eerste vrije verkiezingen pas in 1997 plaats.
Ondertussen hadden de aanhangers van de vermoorde Samuel Doe zich verzameld, en in 1999 namen ze, georganiseerd in de Liberians United for Reconciliation and Democracy, het bewind over in de noordelijke Liberiaanse regio's. Er braken opnieuw gevechten uit, en in 2003 besloot de Veiligheidsraad om een internationale vredesoperatie te installeren in Liberia; de troepen die al door de EGWAS naar Liberia waren gezonden werd ingelijfd bij het personeel van de Verenigde Naties. Verder werd vijftienduizend man aan personeel in Liberia gestationeerd, waaronder veel soldaten, politieagenten en humanitair personeel.

## Medaille
Zoals gebruikelijk stichtte de secretaris-generaal van de Verenigde Naties een van de Medailles voor Vredesmissies van de Verenigde Naties voor de deelnemers. Deze UNMIL Medaille wordt aan militairen en politieagenten verleend.